# Lahtis ekonomiska region
Lahtis ekonomiska region (finska: Lahden seutukunta) är en av ekonomiska regionerna i landskapet Päijänne-Tavastland i Finland. Folkmängden i regionen uppgick den 1 januari 2013 till 202 548 invånare, regionens totala areal utgjordes av 6 255 kvadratkilometer och därav utgjordes landytan av 5 124,45  kvadratkilometer.  I Finlands NUTS-indelning representerar regionen nivån LAU 1 (f.d. NUTS 4), och dess nationella kod är 071 .  

## Medlemskommuner
Lahtis ekonomiska region  omfattar följande elva kommuner: 
- Asikkala kommun
- Gustav Adolfs kommun
- Heinola stad
- Hämeenkoski kommun
- Hollola kommun
- Kärkölä kommun
- Lahtis stad
- Nastola kommun
- Orimattila stad
- Padasjoki kommun
- Sysmä kommun

Samtliga kommuners språkliga status är enspråkigt finska.